# NGC 607
NGC 607 é uma estrela dupla na direção da constelação de Cetus. O objeto foi descoberto pelo astrônomo Heinrich d'Arrest em 1855, usando um telescópio refrator com abertura de 4,5 polegadas. 